# Wolliger Schneeball

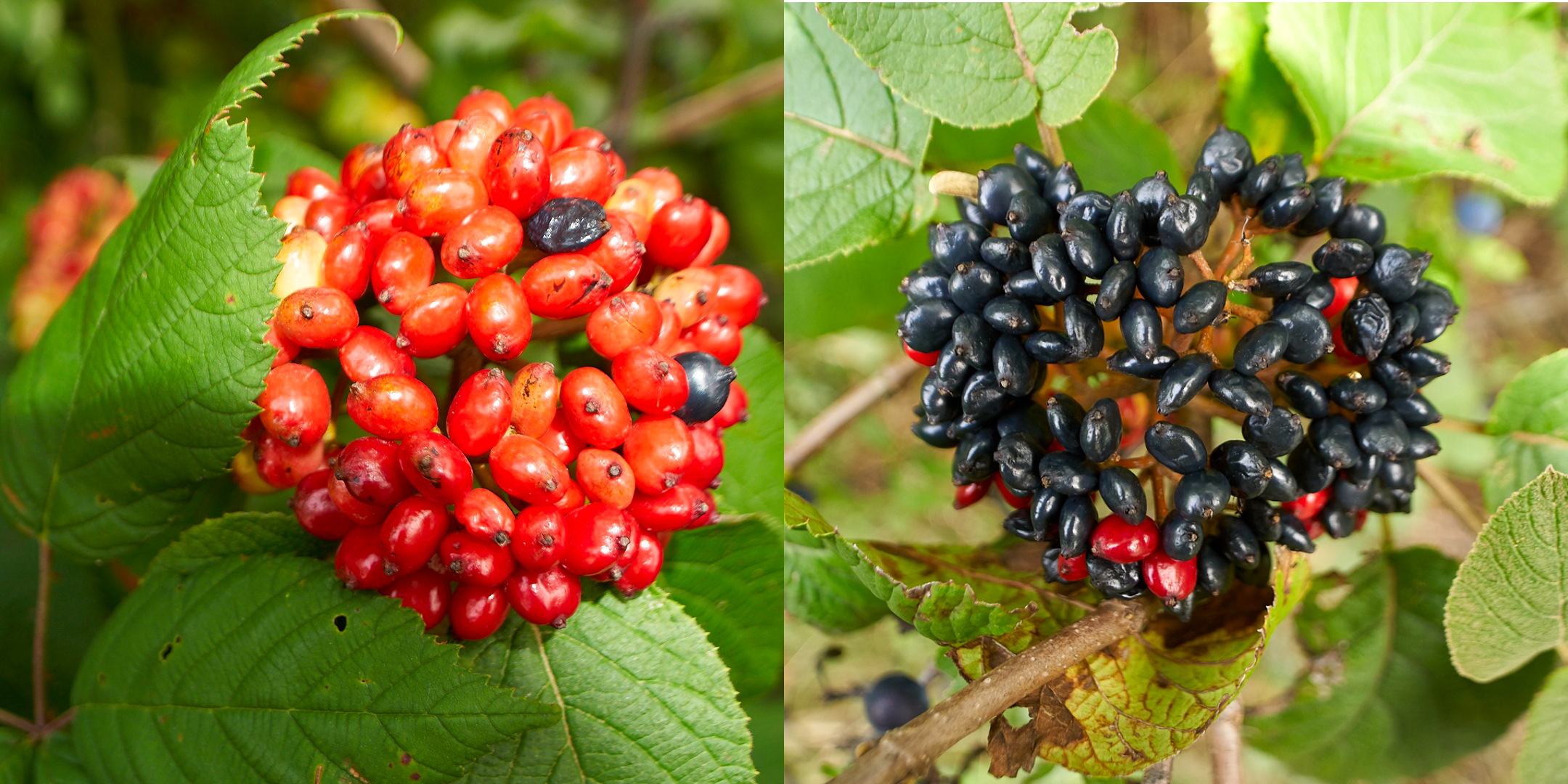
Wolliger Schneeball Viburnum lantana mit zeitgleich roten unreifen und schwarzen reifen Früchten

Der Wollige Schneeball (Viburnum lantana) ist eine Pflanzenart in der Familie der Moschuskrautgewächse (Adoxaceae). Sie wird als Ziergehölz verwendet.

## Beschreibung
Der Wollige Schneeball ist ein kräftiger, sommergrüner Strauch mit aufrechten Ästen, der Wuchshöhen von 1 bis 4 Meter erreicht. Die Rinde der Zweige ist braun und dicht mit Sternhaaren (Trichome) besetzt, also nicht wollig. 
Die gegenständig angeordneten Laubblätter sind in Blattstiel und Blattspreite gegliedert. Der Blattstiel ist 1 bis 3 Zentimeter lang. Die einfache, dickliche, weiche, mattgrüne Blattspreite ist bei einer Länge von 5 bis 12 Zentimetern und einer Breite von bis zu 6 Zentimetern eiförmig. Der Blattrand ist scharf gesägt. Die Blattunterseite ist grau filzig behaart und die Blattoberseite ist mehr oder weniger runzelig. Die Knospen sind nackt, sie besitzen also keine Knospenschuppen. 
Die Blütezeit reicht von April bis Juni. Die Blüten stehen in einem leicht gewölbten, meist siebenstrahligen, schirmrispigen Blütenstand zusammen, der einen Durchmesser von 5 bis 10 Zentimetern aufweist. Die Blüten duften etwas unangenehm. Die cremeweiße Krone weist einen Durchmesser von 6 bis 8 Millimetern auf.
Die eiförmigen Steinfrüchte sind zuerst rot und später glänzend schwarz. Sie sind Wintersteher, das heißt, sie hängen im Winter oft noch getrocknet an den Zweigen. Die Fruchtreife erfolgt ab September.
Die Chromosomenzahl beträgt 2n = 18.

## Vorkommen
Das Verbreitungsgebiet umfasst Europa von den Britischen Inseln bis ins Mittelmeergebiet inklusive Nordafrika mit Algerien und Marokko. Weiters erstrecken sich die Vorkommen über das südöstliche Europa bis in die Kaukasus-Region, den nördlichen Iran und die Türkei. In Deutschland fehlt der Wollige Schneeball im nordwestlichen Tiefland. In Österreich verzeichnet man ein häufiges Vorkommen in allen Bundesländern. 
Als Standort bevorzugt diese kalkliebende Pflanze lichte Laubwälder (Eichenmischwälder und Föhrenwälder), Gebüsche und Wegränder. Es handelt sich beim Wolligen Schneeball um eine Licht- bis Halbschattengehölzart. Sie ist eine Charakterart des Verbands Berberidion, kommt aber auch in Gesellschaften der Ordnungen Quercetalia pubescentis und Fagetalia vor, außerdem in denen des Galio-Abietenion.

## Taxonomie
Viburnum lantana wurde 1753 von Carl von Linné in Species Plantarum, Band 1, Seite 268, erstveröffentlicht.

## Etymologie
Sowohl der Gattungs- als auch der Artname beziehen sich auf die biegsamen Zweige dieser Art:
"Viburnum" entstammt der indogermanischen Wurzel "ueib" = winden, drehen.
"lantana" kommt von lat. "lentus" = biegsam, zäh; langsam. Linné, der der Pflanze den lateinischen Namen gab, dachte aber dabei an die Gattung Lantana, denn das Wort ist bei ihm groß geschrieben.

## Nutzung
Der Wollige Schneeball wird häufig entlang von Straßen angepflanzt.
Aus den Ästen des Strauches wurden und werden  Pfeile für das Bogenschießen gefertigt, die wegen des faserigen Aufbaus sehr elastisch und bruchfest sind. Speziell Schützen des traditionellen Bogenschießens nutzen sie. Schon die bei der 5300 Jahre alten Gletschermumie Ötzi gefundenen Pfeile waren aus diesem Holz gefertigt.

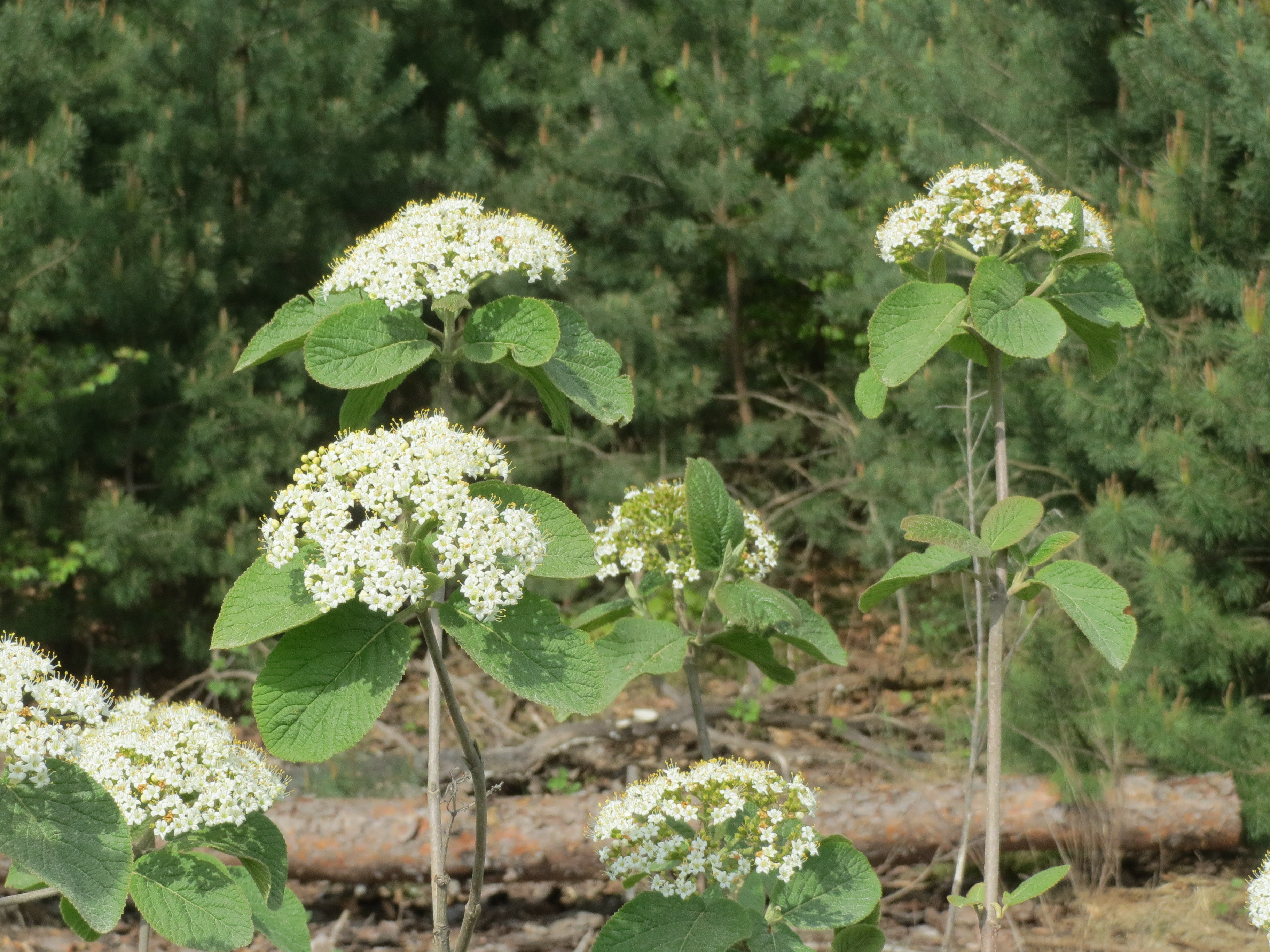
Wolliger Schneeball (Viburnum lantana) Blüte mit Strauchästen

## Giftigkeit
Der Wollige Schneeball enthält in der Rinde die Triterpene alpha- und beta-Amyrin. Die reifen Früchte enthalten anscheinend keine Toxine.